# Saison 1 de Blague à part

Cet article présente le guide des épisodes de la première saison de la série télévisée Blague à part.

## Épisode 2:Ma femme a un père
- Bernard Dhéran(Jean-Do)

## Épisode 4:Bucky
- Antoine Blanquefort (Bucky)
- Frédéric Darie (Igor)
- Blanche de Saint Phalle (Becky/Sally)

## Épisode 8:Tonio
- Michaël Cohen

## Épisode 12:La Demande
- Marie Lenoir (Renata)

## Épisode 16:Cobaye
- Bruno Moynot

## Épisode 18:Star
- Kad Merad (Maxwell)
- Isabelle Giordano (elle-même)

## Épisode 19:Tueurs niais
- Arthur (Lui-même)
- François Greze (Le Preneur d'ôtages)